# 依安农场
依安农场是位于中华人民共和国黑龙江省齐齐哈尔市依安县的一个类似乡级单位，亦是黑龙江省农垦齐齐哈尔管理局所属的一个国有农场。
依安农场位于松嫩平原西部，分布于乌裕尔河两岸，占地面积14.32万亩，耕地面积10万亩、草原1.9万亩、林地3.9万亩、水面1.1万亩，全场总人口5000人、职工2640人。

## 行政区划
依安农场下辖以下单位：
依安场直社区、依安农场第一管理区和依安农场第二管理区。